# 七色とんがらし
『七色とんがらし』（なないろとんがらし）は、日本のテレビドラマ。主演：千葉真一、制作：NETテレビ。1976年5月20日から10月7日まで毎週木曜日21:00 - 21:54に、全21話がカラー・アナログ放送された。

## 解説
ナショナルゴールデン劇場の「野菜シリーズ」第8作目で、幼い時に別れた母親を迎え入れた家族の人間模様・絆が描かれた物語。千葉真一にとってホームドラマ初主演の作品であり、向田邦子が脚本を執筆している。

## あらすじ
鮫島鉄男は亡き父の後を継ぎ、東京・下町で鮫島鉄工所を営みながら、自分が親代わりとなって妹の朝子、弟の研次と信行を育ててきた。そんなある日、幼いときに別れ、旅回りの一座に居た母親・咲江が、一座の解散で突如舞い戻ってきた。

## キャスト
- 千葉真一 - 鮫島鉄男

- 倍賞美津子 - 鮫島直子（鉄男の妻）
- 浅香光代 - 鮫島咲江（鉄男の母）
- 原田大二郎 - 鮫島研次（鉄男の次弟）
- 西村晃 - 雪之丞
- 加賀まりこ - 朝子（鉄男の妹）
- 志穂美悦子 - 竹子
- 大坂志郎 - ヤス
- 星正人 - 鮫島信行（鉄男の末弟）
- 栗又厚 - 鮫島竜一（鉄男の息子）
- 松山英太郎 - 敬二郎（朝子の夫）
- 春川ますみ - むつ子（ヤスの妹）
- 坊屋三郎 - 勇次（竹子の父）
- 赤木春恵 - 珠子（祐造の家のお手伝い）
- 片岡千恵蔵 - 重森祐造

## 放映リスト
| No. | 放映日   | サブタイトル         | 演出     | ゲスト                                     |
| --- | -------- | -------------------- | -------- | ------------------------------------------ |
| 1   | 05月20日 | 母帰る               | 田中利一 |                                            |
| 2   | 05月27日 | 母の手習い           | 田中利一 |                                            |
| 3   | 06月03日 | 塩をまけ!            | 田中利一 | 佐藤オリエ（朝子の高校時代の級友・みどり） |
| 4   | 06月10日 | 出さなかった贈物     | 田中利一 |                                            |
| 5   | 06月17日 | 国定忠治のおっかさん | 田中利一 |                                            |
| 6   | 06月24日 | 寿                   | 田中利一 |                                            |
| 7   | 07月01日 | 鮫島ジョーズ         | 田中利一 |                                            |
| 8   | 07月08日 | 親の意見とストリップ | 大井素宏 |                                            |
| 9   | 07月15日 | てるてる坊主         | 大井素宏 |                                            |
| 10  | 07月22日 | 男涙の退職金         | 田中利一 |                                            |
| 11  | 07月29日 | 濡れぎぬ志願         | 田中利一 |                                            |
| 12  | 08月05日 | 鮫島一家は波高し     | 田中利一 | 秋ひとみ（むつ子の娘・なな子）             |
| 13  | 08月12日 | 荷物まとめて…        | 大井素宏 |                                            |
| 14  | 08月19日 | 直子の秘密           | 田中利一 |                                            |
| 15  | 08月26日 | 乾杯! 義理人情       | 大井素宏 |                                            |
| 16  | 09月02日 | 台風激突             | 田中利一 |                                            |
| 17  | 09月09日 | それは八年前…        | 田中利一 |                                            |
| 18  | 09月16日 | 重森祐造 男でござる  | 田中利一 |                                            |
| 19  | 09月23日 | ちゃんばら鈴虫       |          |                                            |
| 20  | 09月30日 | 怒れ おふくろ        | 稲垣健司 |                                            |
| 21  | 10月07日 | きつねの嫁入り       |          | _                                          |

## スタッフ
※演出は放映リストを参照
- プロデューサー - 木村幹
- 原作・脚本 - 向田邦子
- 局系列 - ANN

## 主題歌・挿入歌
- 主題歌 「七色とんがらし」

作詞 ： 向田邦子、作曲・編曲 ： 横山菁児、歌 ： 織田あきら、レコード：RCA
- 挿入歌 「男の子守唄」

作詞 ： 向田邦子、作曲 ： 冨田勲、編曲 ： 横山菁児、歌 ： 織田あきら、レコード：RCA

## 前後番組
| NET系 ナショナルゴールデン劇場 | NET系 ナショナルゴールデン劇場 | NET系 ナショナルゴールデン劇場 |
| 前番組                         | 番組名                         | 次番組                         |
| ------------------------------ | ------------------------------ | ------------------------------ |
| どてかぼちゃ                   | 七色とんがらし                 | 玉ねぎ横丁の花嫁さん           |